# Jefferson Davis Memorial (Richmond, Virginia)
O Jefferson Davis Memorial foi um memorial para Jefferson Davis, presidente dos Estados Confederados da América de 1861 a 1865, instalado ao longo de Richmond, na Virginia 's Monument Avenue, nos Estados Unidos. A representação de bronze de Jefferson Davis foi derrubada por desordeiros durante os protestos de George Floyd em junho de 2020.

## Descrição
Inaugurado em 3 de junho de 1907, o monumento voltado para o leste ostentava uma coluna dórica de 20 metros de altura tendo por cima uma figura de bronze chamada Vindicatrix. Havia treze colunas, onze selos de bronze representando os estados separatistas e três representando os estados que enviaram tropas para a Confederação. As estátuas de bronze, Vindacatrix no topo e Jefferson Davis no centro, foram projectadas por Edward Virginius Valentine e o arranjo foi planeado por William C. Noland. :12 O friso traz as palavras que Jefferson Davis proferiu em seu discurso de despedida ao Senado dos Estados Unidos em 21 de janeiro de 1861.

## Destruição
Após os protestos em torno da morte de George Floyd, a estátua de bronze de Davis foi demolida por manifestantes em 10 de junho de 2020. O resto do monumento está pendente de remoção; a estátua de Vindicatrix, representando a feminilidade sulista, no topo da coluna central, foi removida pela cidade de Richmond em 8 de julho de 2020.